# Gounellea bruchi
Gounellea bruchi là một loài bọ cánh cứng trong họ Cerambycidae.